# Nikolai Iwanowitsch Trufanow
Nikolai Iwanowitsch Trufanow (russisch Николай Иванович Труфанов, wiss. Transliteration Nikolaî Ivanovič Trufanov; * 2. Maijul. / 15. Mai 1900greg. in Welikoje, Gouvernement Jaroslawl; † 12. Februar 1982 in Charkiw, Ukrainische SSR) war ein sowjetischer Generaloberst und der erste sowjetische Militärbefehlshaber der Stadt Leipzig nach dem Zweiten Weltkrieg.

## Leben
Trufanow trat mit 19 Jahren der Roten Armee bei. Er studierte bis 1925 an der nach dem Allrussischen Zentralen Exekutivkomitee ВЦИК benannten Kommandeursschule der Roten Armee im Verwaltungsgebäude des Moskauer Kremls. 1932 trat er in die KPdSU ein. Bis 1939 studierte Trufanow an der Militärakademie der Roten Arbeiter- und Bauernarmee „M. W. Frunse“ in Moskau. Im Winterkrieg 1939/40 war er Chef des Stabes der 4. Schützendivision. Im Mai 1942 wurde er zum Kommandeur der 51. Armee ernannt und nahm an der Schlacht von Stalingrad und im Winter 1943 an der Operation Don teil. Im März 1945 wurde er Kommandeur des 25. Schützenkorps bei der 1. Weißrussischen Front und kämpfte im Rahmen der 69. Armee in der Schlacht an der Oder.
Ab 1950 war Trufanow als militärischer Ausbilder im Fernen Osten tätig. 1955 erfolgte seine Beförderung zum Generaloberst. 1956 wurde Trufanow wichtiger militärischer Berater des Verteidigungsministers der Volksrepublik China. 1960 wurde er in den Ruhestand versetzt.

## Militärbefehlshaber von Leipzig
Nachdem die Stadt Leipzig vom 19. April bis zum 1. Juli 1945 unter US-amerikanischen Besatzungsrecht gestanden hatte, wurde am 10. Juli 1945 der damalige Generalleutnant Trufanow von Marschall Schukow, dem Vorsitzenden der Sowjetischen Militäradministration in Deutschland (SMAD), zum Militärbefehlshaber der Stadt Leipzig ernannt. Eine seiner ersten Entscheidungen war die Absetzung des von den amerikanischen Besatzungsbehörden eingesetzten Oberbürgermeisters Wilhelm Johannes Vierling mit Wirkung zum 16. Juli 1945 und die Einsetzung des Sozialdemokraten Erich Zeigner als Oberbürgermeister und des Kommunisten Kurt Roßberg  als dessen Stellvertreter.
Bereits am 14. Juli 1945 befahl Trufanow die Einrichtung eines Stadtfunks in Leipzig. Er hatte entscheidenden Anteil bei der Einrichtung der Verwaltungsorgane, der Sicherung der Versorgung der Bevölkerung mit Lebensmitteln, der Wiederaufnahme der Produktion in den Betrieben und der Durchsetzung weiterer Beschlüsse der SMAD.
Auch die Wiedereröffnung der Leipziger Universität betrieb Trufanow. Bereits wenige Tage nach seiner Ankunft in Leipzig hatte er sich mit Rektor Theodor Frings getroffen. Er wollte die politische Reinigung der Universität nicht zu rigoros und nicht schematisch durchführen, da sonst die Lehre sehr erschwert werden würde. Die Führung der SMAD setzte jedoch später eine Überprüfung des gesamten Lehrkörpers durch, was zur Entlassung einer großen Anzahl von Professoren führte.
Trufanow übte sein Amt bis zum 15. November 1945 aus, bis man ihn nach Dresden abberief. Sein Nachfolger in Leipzig wurde Oberst Borissow.

## Ehrungen
- Leninorden (2 ×)
- Orden der Oktoberrevolution
- Rotbannerorden (3 ×)
- Kutusoworden I. Klasse (2 ×)
- Suworow-Orden II. Klasse
- Orden des Vaterländischen Krieges I. Klasse
- Orden des Roten Sterns

In Würdigung seines Wirkens in Leipzig wurde Trufanow am 7. Mai 1975 anlässlich des 30. Jahrestags der Befreiung und seines 75. Geburtstags die Ehrenbürgerwürde von Leipzig verliehen.
Zum 40. Jahrestag der Befreiung wurde am 6. Mai 1985 im Leipziger Ortsteil Zentrum-Nord die Montbéstraße (benannt nach Alban von Montbé), die 1902 auf einem damaligen Exerzierplatz vor Gohlis angelegt worden war, in Kommandant-Trufanow-Straße umbenannt. Da die Bezeichnung „Kommandant“ historisch nicht gerechtfertigt sei, wurde der Straßenname 1999 in Trufanowstraße geändert.